# Матьє Фламіні
Матьє́ Фламіні́ (фр. Mathieu Flamini; нар. 7 березня 1984 року, Марсель, Франція) — колишній французький футболіст, що грав на позиції Опорного півзахисника.

## Кар'єра

### Клубна

#### «Олімпік»
У дитинстві Матьє прийшов у школу марсельського «Олімпіка» і до сезону 03/04 пройшов всі етапи навчання в академії клубу. Завдяки появі на посту головного тренера португальця Жозе Аніго, Фламіні швидко завоював собі місце в першій команді, яка в основному будувалася новим наставником на вихованців клубної школи. Зіграв він у «Марселі» 14 матчів, серед яких і поєдинки в Кубку УЄФА з «Ліверпулем» і «Ньюкасл Юнайтед». Його помітив головний тренер лондонського «Арсенала» Арсен Венгер. 23 липня 2004 року Матьє підписав контракт з «Арсеналом» на 4 сезони.

#### «Арсенал»
Дебютний сезон 2004-2005 у складі «канонірів» Фламіні провів нестабільно. Тоді позиції в центрі поля займали в основному Фабрегас, Вієйра, Жілберту та Еду, а Фламіні виходив на поле здебільшого у других таймах на заміну (з 21 матчу в Прем'єр-лізі в стартовому складі він з'явився 9 разів).
З відходом Патріка Вієйра до туринського «Ювентуса» і бразильця Еду в іспанську «Валенсію» Фламіні отримав місце в основі, але грав у півзахисті недовго. До лютого 2006 року травмувалось багато захисників клубу — Лорен, Джілберт, Ешлі Коул і Кліші. На правий фланг оборони можна було поставити Еммануеля Ебуе, а ліворуч грати було нікому. Протестовані по черзі зліва Філіп Сендерос і Паскаль Сігал очікувань тренера не виправдали. І Венгер вирішив поставити туди Фламіні. Скоро оборона «Арсенала» у складі Ебуе, Сендероса, Коло Туре та Фламіні стала однією з найкращих у Європі, що вони довели, дійшовши до фіналу Ліги чемпіонів.
У сезоні 2006-2007 Матьє повернувся на місце опорного півзахисника, але знову ненадовго. Дует Фабрегаса та Жілберту в центрі півзахисту грав добре, тому футболісту доводиться сидіти в запасі, що підштовхнуло його на зміну команди, тим більше, що його контракт з «Арсеналом» підходив до кінця.
Влітку, за рік до закінчення контракту, наміри 23-річного півзахисника змінились. Жілберту Сілва у зв'язку з іграми за збірну не міг провести повноцінну передсезонну підготовку, тому у Фламіні з'явилась можливість проявити себе в товариських матчах. Матьє склав надійний дует у центрі поля разом з Фабрегасом.

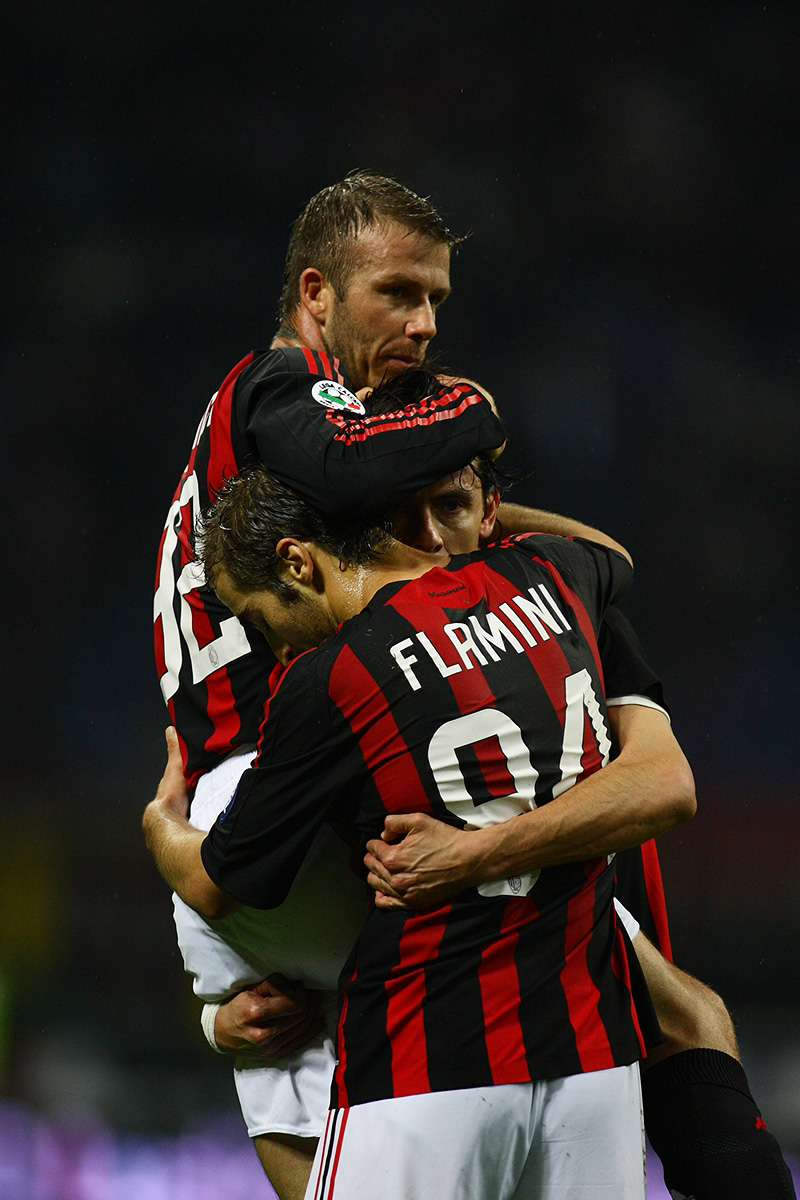
Фламіні в «Мілані» в обіймах Девіда Бекхема та Філіппо Індзагі

Взимку «Арсенал» ухвалив рішення відпустити Діарра та підписати новий контракт з Фламіні. Матьє переконував керівництво, що бажає залишитися в «Арсеналі» і незабаром підпише контракт . Однак час йшов, а півзахисник угоду не подовжував. З'явились чутки про його перехід у «Ювентус» або «Мілан». У результаті 5 березня Фламіні підписав 4-річний контракт з «Міланом» .

#### «Мілан»
У «Мілані» Фламіні не зміг швидко звикнути до іншого чемпіонату . До того ж стиль гри «Мілана» кардинально відрізнявся від того, до якого він звик, виступаючи за «Арсенал». У підсумку тренер вирішив використати гравця на фланзі захисту. Самому Фламіні це рішення не сподобалося .
У сезоні 2010-2011 став важливим гравцем команди, зігравши багато ігор зі стартового складу. «Мілан» виграв чемпіонство, а сам Фламіні за сезон забив два м'ячі у ворота «Барі» та «Болоньї».

### Повернення до «Арсенала»
29 серпня 2013 року повернувся до лондонського «Арсенала».

## Збірна Франції
Дебют Фламіні за головну збірну своєї країни відбувся 7 лютого 2007 року в товариському матчі Франції проти Аргентини на «Стад де Франс».

## Статистика

### Клуби
Дані актуальні станом на 10 серпня 2011 року
| Сезон       | Клуб              | Ліга              | Чемпіонат | Чемпіонат | Національний кубок | Національний кубок | Континентальний кубок | Континентальний кубок | Континентальний кубок | Всього за сезон | Всього за сезон |
| Сезон       | Клуб              | Ліга              | Матчі     | Голи      | Матчі              | Голи               | Тип                   | Матчі                 | Голи                  | Матчі           | Голи            |
| ----------- | ----------------- | ----------------- | --------- | --------- | ------------------ | ------------------ | --------------------- | --------------------- | --------------------- | --------------- | --------------- |
| 2003 — 2004 | Марсель           | Ліга 1            | 14        | 0         | 1                  | 0                  | ЛЧ + КУ               | 0 + 9                 | 0 + 0                 | 24              | 0               |
| 2004 — 2005 | Арсенал           | Прем'єр-ліга      | 21        | 1         | 7                  | 0                  | ЛЧ                    | 4                     | 0                     | 32              | 1               |
| 2005 — 2006 | Арсенал           | Прем'єр-ліга      | 31        | 0         | 6                  | 0                  | ЛЧ                    | 12                    | 0                     | 49              | 0               |
| 2006 — 2007 | Арсенал           | Прем'єр-ліга      | 20        | 3         | 6                  | 0                  | ЛЧ                    | 6                     | 1                     | 32              | 4               |
| 2007 — 2008 | Арсенал           | Прем'єр-ліга      | 30        | 3         | 2                  | 0                  | ЛЧ                    | 8                     | 0                     | 40              | 3               |
| 2008 — 2009 | Мілан             | Серія А           | 29        | 0         | 1                  | 0                  | КУ                    | 7                     | 0                     | 37              | 0               |
| 2009 — 2010 | Мілан             | Серія А           | 25        | 0         | 2                  | 1                  | ЛЧ                    | 5                     | 0                     | 32              | 1               |
| 2010 — 2011 | Мілан             | Серія А           | 23        | 2         | 2                  | 0                  | ЛЧ                    | 5                     | 0                     | 30              | 2               |
| 2011 — 2012 | Мілан             | Серія А           | -         | -         | 0                  | 0                  | ЛЧ                    | -                     | -                     | -               | -               |
| 2003 — 2004 | Всього за Марсель | Всього за Марсель | 14        | 0         | 1                  | 0                  | ЛЧ + КУ               | 0 + 9                 | 0 + 0                 | 24              | 0               |
| 2004 — 2008 | Всього за Арсенал | Всього за Арсенал | 102       | 7         | 21                 | 0                  | ЛЧ                    | 30                    | 1                     | 153             | 8               |
| 2008 —      | Всього за Мілан   | Всього за Мілан   | 77        | 2         | 5                  | 1                  | ЛЧ + ЛЄ               | 10 + 7                | 0 + 0                 | 99              | 3               |
| 2005 —      | Всього за кар'єру | Всього за кар'єру | 193       | 9         | 27                 | 1                  | ЛЧ + ЛЄ               | 40 + 16               | 1 + 0                 | 276             | 11              |

Примітки:
- ЛЧ = Ліга чемпіонів
- КК = Кубок кубків
- КУ = Кубок УЄФА
- ЛЄ = Ліга Європи

### Збірна
Дані актуальні станом на 10 серпня 2011 року
| Сезон           | Фінальні частини | Фінальні частини | Фінальні частини | Відбіркові матчі | Відбіркові матчі | Відбіркові матчі | Товариські матчі | Товариські матчі | Всього за сезон | Всього за сезон |
| Сезон           | Тип              | Матчі            | Голи             | Тип              | Матчі            | Голи             | Матчі            | Голи             | Матчі           | Голи            |
| --------------- | ---------------- | ---------------- | ---------------- | ---------------- | ---------------- | ---------------- | ---------------- | ---------------- | --------------- | --------------- |
| 2007 - 2008     | ЧЄ               | -                | -                | КЧЄ              | -                | -                | 2                | 0                | 2               | 0               |
| 2008 - 2009     | -                | -                | -                | КЧС              | 1                | 0                | -                | -                | 1               | 0               |
| Всього за сехон | -                | -                | -                | -                | 1                | 0                | 2                | 0                | 3               | 0               |

Примітки:
- ЧЄ = Чемпіонат Європи
- КЧЄ = Кваліфікація до чемпіонату Європи
- КЧС = Кваліфікація до чемпіонату світу

## Досягнення
- Чемпіон Італії (1):

«Мілан»: 2010-11
- Володар Суперкубка Італії (1):

«Мілан»: 2011
- Володар Кубка Англії (3):

«Арсенал»: 2004–05, 2013–14, 2014–15
- Володар Суперкубка Англії (3):

«Арсенал»: 2004, 2014, 2015